# 2,5-diformylfuraan
2,5-diformylfuraan of DFF is een organische verbinding die een oxidatieproduct is van 5-hydroxymethylfurfural (HMF). Zowel 2,5-diformylfuraan als 5-hydroxymethylfurfural zijn verbindingen die uit biomassa verkregen worden. 2,5-diformylfuraan is bruikbaar als een monomeer voor polymeren, en als tussenproduct voor de synthese van andere verbindingen.

## Synthese
2,5-diformylfuraan wordt bereid door de katalytische oxidatie van 5-hydroxymethylfurfural met zuurstofgas of lucht. De oxidatie resulteert in een mengsel van oxidatieproducten; naast 2,5-diformylfuraan kunnen dat zijn: hydroxymethylfuraancarbonzuur, formylfuraancarbonzuur en 2,5-furaandicarbonzuur. Mits een gepaste katalysator en reactieomstandigheden kan echter een hoge omzetting naar 2,5-diformylfuraan verkregen worden.
2,5-diformylfuraan kan via een one-pot-synthese uit koolhydraten (glucose en fructose) bereid worden, waarbij achtereenvolgens isomerisatie, dehydratie en oxidatie gebeuren.